# Déclaration des Quatre articles
La Déclaration des Quatre articles rédigée par Jacques-Bénigne Bossuet, fut adoptée en 1682 par l'assemblée extraordinaire du clergé du royaume de France, convoquée par Louis XIV pendant le conflit qui l'opposait au pape Innocent XI au sujet du droit de régale.

## Origine
Elle est l'aboutissement d'une évolution des États européens vers des régimes de monarchie absolutiste et la mise en œuvre de la volonté des souverains de s'ingérer dans le fonctionnement de l'Église dans leurs royaumes respectifs. 
En France, cette évolution a débuté en 1438 avec la publication à Bourges de la Pragmatique Sanction (à la suite du concile de Bâle), par laquelle le roi Charles VII de France, sans en référer au pape :
- proclame la supériorité du concile sur le souverain pontife ;
- se donne la haute main sur la nomination des évêques et des abbés des monastères ;
- et impose d'importantes restrictions aux impôts perçus par Rome sur le clergé du royaume de France.

La Pragmatique Sanction est elle-même fondée sur la théorie conciliaire qui avait été développée surtout par l'enseignement théologique de l'université de Paris, soutenant la thèse de la supériorité des conciles sur le souverain pontife.

## Contenu
La déclaration définit les « libertés de l'Église gallicane », selon lesquelles, en résumé :
- le souverain pontife n'a qu'une autorité spirituelle ; les princes ne sont donc pas soumis à l'autorité de l'Église dans les choses temporelles ; le pape ne peut juger les rois ni les déposer ; les sujets du roi ne sauraient être déliés du serment d'obéissance ;
- l'usage de l'autorité pontificale est réglé par les canons de l'Église ; mais, à côté d'eux, les principes et les coutumes de l'Église gallicane qui existent depuis toujours doivent demeurer en vigueur ;
- le concile œcuménique, réunion de tous les évêques de la chrétienté, prend des décisions qui ont une valeur supérieure à celles du pape dont l'autorité est donc limitée par celle des conciles généraux ;
- en matière de dogme, le pape n'est infaillible qu'avec le consentement de l'Église universelle.

Voir aussi le texte complet de la déclaration.

## Réactions
Les réactions immédiates sont mitigées. On constate une réticence épiscopale en particulier dans le Roussillon et la Franche-Comté récemment annexés ; une lenteur et une mauvaise volonté de la Faculté de Théologie pour l'enregistrer ; et surtout l'opposition déclarée de Rome : Innocent XI refuse désormais l'institution canonique aux évêques nommés par Louis XIV. Malgré la révocation de l'édit de Nantes qu'il approuve sans chaleur, le pape reste inflexible et, à partir de 1688, 35 évêchés se retrouvent sans titulaire. Le risque d'isolement menace l'Église de France : aux réprobations de plusieurs théologiens espagnols s'est ajoutée la censure prononcée par le primat de Hongrie dès octobre 1682. La mort d'Innocent XI en 1689, l'envoi d'un nouveau nonce à Paris et les difficultés de la France face à la Ligue d'Augsbourg facilitent la reprise des négociations qui aboutissent à un compromis en septembre 1693 : moyennant la promesse de Louis XIV de ne pas imposer l'enseignement des Quatre Articles et les excuses des prélats pour leur attitude à l'égard de l'autorité pontificale en 1682, le nouveau pape Innocent XII accepte tacitement l'extension de la régale temporelle à l'ensemble du royaume. Le gallicanisme royal sort renforcé de cette crise : même si elle n'est plus imposée, la doctrine des Autre Articles reste enseignée dans les séminaires et acceptée dans les thèses de théologie. En outre, Louis XIV a su ranger derrière lui son épiscopat, malgré les réticences qui se sont manifestées.

## Conséquences
À plus long terme, lors de la querelle janséniste qui suit la publication de la bulle Unigenitus (1713), Louis XIV est lié par la doctrine des Quatre Articles et tente d'obtenir l'approbation du clergé français, qui n'aboutira pas avant 1730 sous son successeur.
L'esprit et la lettre de la Déclaration des Quatre articles vont être adoptés par de nombreux États européens qui verront dans le principe de prépondérance des Conciles, la possibilité donnée à leurs souverains de s'émanciper de la tutelle pontificale et de traiter désormais d'égal à égal avec le Saint-Siège pour le règlement des affaires religieuses de leurs royaumes respectifs en signant avec l'administration vaticane des concordats.
Au plus fort du conflit, le pape Innocent XI fit remarquer à l'ambassadeur de France, un siècle à peine avant la Révolution française; que « si les conciles sont supérieurs aux papes qui tirent leur pouvoir de Dieu, les états généraux devraient avoir loisir de formuler la même revendication à l'encontre du roi ».